# Banara
Banara é um género botânico pertencente à família Salicaceae.

## Espécies
- Banara arguta Briq.
- Banara axilliflora Sleumer
- Banara brasiliensis (Schott) Benth.
- Banara dioica Benth.
- Banara glauca (Kunth) Benth.
- Banara guianensis Aubl.
- Banara larensis Steyerm.
- Banara minutiflora (A. Rich.) Sleumer
- Banara nitida Spruce ex Benth.
- Banara orinocensis (Cuatrec.) Sleumer
- Banara parviflora (A. Gray) Benth.
- Banara regia Sandwith
- Banara riparia Sleumer
- Banara serrata (Vell.) Warb.
- Banara tomentosa Clos
- Banara ulmifolia (Kunth) Benth.
- Banara umbraticola Arechav.